# Cosroes I de Armenia
Cosroes I (en armenio: Խոսրով Ա: Խոսրով Ա
, fl. segunda mitad del siglo II & primera mitad del siglo III, murió 217) fue un príncipe parto que sirvió como rey cliente romano de Armenia.

## Familia
Cosroes era uno de los hijos nacidos al rey Vologases II de Armenia, también conocido como Vologases V de Partia, con una madre desconocida. A través de su padre, Cosroes era miembro de la Casa de Partia, por tanto, relacionado con la dinastía arsácida de Armenia. Cosroes era tocayo de los monarcas partos Osroes I y Osroes II. 

## Reinado
En 198, mientras su padre servía como rey de Partia y Armenia, Vologases II abdicó su trono armenio y se lo dio a Cosroes I. Cosroes ejerció como rey de Armenia desde 198 hasta 217. En fuentes armenias, Cosroes es a menudo confundido con su nieto, el famoso Cosroes II. Poco se sabe de su vida, con anterioridad a devenir rey de Armenia.
Cosroes es el rey a quien los autores clásicos presentan como monarca neutral hacia Roma. En 198 cuando el emperador romano Septimio Severo estaba en su gran campaña contra el imperio parto, saqueando la capital Ctesifonte, Cosroes le envió regalos y rehenes. Como monarca cliente de Roma, Cosroes estaba bajo la protección de Septimio Severo y su sucesor Caracalla.
Entre 214-216, Cosroes I fue puesto bajo detención romana con su familia, por razones desconocidas, lo cual provocó una revuelta importante en Armenia contra Roma. En 215, Caracalla con el ejército romano había invadido Armenia para acabar con la revuelta. Cosroes I puede ser el Cosroes mencionado en una inscripción egipcia que habla de Cosroess el armenio.
Cuando Cosroes murió en 217, le fue concedida la corona armenia a su hijo, Tirídates II, por el emperador romano Caracalla. Tiridates II fue declarado rey de Armenia tras el asesinato de Caracalla el 8 de abril de 217.